# Tennistoernooi van Moskou 2001
|                                       |  |                                           |
| Jelena Dokić, winnares bij de vrouwen |  | Jevgeni Kafelnikov, winnaar bij de mannen |

Het tennistoernooi van Moskou van 2001 werd van 1 tot en met 7 oktober 2001 gespeeld op de overdekte tapijtbanen van het oude Olympisch stadion Olimpijskij in de Russische hoofdstad Moskou. De officiële naam van het toernooi was Kremlin Cup.
Het toernooi bestond uit twee delen:
- WTA-toernooi van Moskou 2001, het toernooi voor de vrouwen
- ATP-toernooi van Moskou 2001, het toernooi voor de mannen

ATP-toernooi van Moskou – WTA-toernooi van Moskou

1996 · 1997 · 1998 · 1999 · 2000 · 2001 · 2002 · 2003 · 2004 · 2005 · 2006 · 2007 · 2008 · 2009 · 2010 · 2011 · 2012 · 2013 · 2014 · 2015 · 2016 · 2017 · 2018 · 2019 · 2020 · 2021